# Finnische Badmintonmeisterschaft 1976
Die Finnische Badmintonmeisterschaft 1976 fand vom 13. bis zum 14. März 1976 in Helsinki statt.

## Finalresultate
| Disziplin    | Sieger                                 | Finalist                          | Ergebnis          |
| ------------ | -------------------------------------- | --------------------------------- | ----------------- |
| Herreneinzel | Lars-Henrik Nybergh                    | Jouko Degerth                     | 15-5, 15-11       |
| Dameneinzel  | Raija Koivisto                         | Wiola Renholm                     | 11-5, 11-3        |
| Herrendoppel | Lars-Henrik Nybergh Carl-Johan Nybergh | Jouko Degerth Martti Suokari      | 15-8, 17-16       |
| Damendoppel  | Maarit Jaakkola Sylvi Jormanainen      | Ann-Louise Wiklund Raija Koivisto | 5-15, 15-10, 15-3 |
| Mixed        | Jouko Degerth Wiola Renholm            | Eero Läikkö Maarit Jaakkola       | 3-15, 15-12, 15-6 |